# Jamie Hyneman
James Franklin Hyneman (Marshall, 25 de septiembre de 1956) es un experto estadounidense en efectos especiales, propietario de M5 Industries, más conocido por ser el copresentador del programa de televisión Cazadores de Mitos, junto con Adam Savage.

## Biografía y antecedentes laborales
James Hyneman vivió varios años en el Caribe, donde manejó una compañía de chárter de barcos y un equipo de buceo, siendo él mismo buceador y capitán de barco. Terminó mudándose a San Francisco para desarrollar una exitosa carrera profesional en la industria de los efectos especiales. Antes de eso se especializó en literatura rusa, se hizo chef, experto en supervivencia y domador de animales.
Ya en el camino de los efectos especiales, Hyneman trabajó para una empresa de San Francisco antes de abrir su propio taller, M5 Industries, donde trabaja con prototipos de juguetes y proyectos de robótica además de hacer de set para la mayoría de los experimentos del programa que lo popularizó, "Cazadores de Mitos".
Como su compañero Savage, Jamie trabajó haciendo efectos especiales para las sagas de The Matrix y Star Wars Episodios I y II. En el campo publicitario, sus efectos o prototipos pueden verse en anuncios de marcas muy populares, como Nike y 7Up.

## Cazadores de mitos
Jamie Hyneman, que presenta en el programa una histriónica figura caracterizada por una calva prolijamente afeitada, boina, camisa blanca impecable y unos tupidos bigotes similares a los que llevaba el filósofo alemán Friedrich Nietzsche, le toca representar en el dúo de presentadores una suerte de encarnación de “la voz de la razón”, frente al personaje de "niño grande" representado por Savage.
Casado con una maestra de ciencia, Jamie asegura que todos los experimentos que se ven en el programa tienen su rol educativo, aunque a simple vista parezcan una vanidad. Él y Adam Savage siempre aplican a sus proyectos estándares científicos muy rigurosos, haciendo cálculos, midiendo velocidad y potencia, proyectando a medida. Aunque a veces sea divertido verles fallar en algún intento, ellos siempre encontrarán la manera de resolver científicamente lo que sea que tengan entre manos (incluso haciéndolo explotar).
Hyneman ha creado muchos prototipos, algunos de los cuales se pueden ver en el programa de Discovery Channel, aunque la mayoría termina siendo utilizada para finalidades completamente distintas a las motivaciones originales. A modo de ejemplo, se puede mencionar que Jamie planea donar una de sus creaciones, en este caso un vehículo, a los bomberos de su ciudad. Por otro lado, en la última década ha patentado muchos inventos y se ha hecho acreedor a numerosos premios de la industria visual.

## Otros
Hizo una aparición en la famosa serie Los Simpson para el episodio 499 junto con su compañero en Mythbuster Adam Savage protagonizando así las voces de ellos mismos.